# Riserva naturale Poggio Tre Cancelli
La riserva naturale Poggio Tre Cancelli è un'area naturale protetta della regione Toscana istituita nel 1971.
Occupa una superficie di 99,00 ha nella provincia di Grosseto.

## Fauna
Trovandosi all'interno di un ampio comprensorio boscato, non ci si può riferire ad una fauna tipica della riserva. Un tempo completamente recintata, la riserva è collegata oggi all'ambiente esterno senza soluzioni di continuità. Vi si trovano gli ungulati, primo fra tutti il cinghiale, ma anche il capriolo, che però necessiterebbe di maggiori spazi aperti per le esigenze di pascolo. Frequenti i piccoli mammiferi, i mustelidi e la volpe. 
Gli uccelli frequentano abbondantemente la Riserva, dai rapaci tipici quali allocco, civetta, assiolo, poiana, gheppio, ai picchi, tortore, cuculi cinciallegre e usignoli. 
La riserva è frequentata anche dai rettili, sia serpenti che sauri. Non è raro imbattersi nelle vipere.

## Flora
I tagli di utilizzazione sono cessati nel 1948. Da allora il bosco viene lasciato all'evoluzione naturale. L'elemento arboreo dominante è il leccio che si ritrova sia come matricina che come polloni ormai affrancati. A seconda della giacitura cambia il portamento degli alberi oltre che la composizione specifica. Negli impluvi prevale la fisionomia arborea, ed i lecci si accompagnano a grossi cerri, carpini, roverelle e sughere, mentre le specie più esigenti di luce quali il corbezzolo o le eriche tendono a filare ovvero a sparire completamente. Raro anche l'orniello, presente con sparuti individui che vanno cercando la luce, partecipando alla copertura forestale con ridotti ciuffetti di foglie. Diverso il caso dei versanti e dei crinali, dove sono ancora presenti le specie tipiche della macchia, corbezzolo in testa, ma anche fillirea ed eriche, ancora con portamento arbustivo. La scarsissima quantità di luce che filtra al terreno non consente l'affermazione di un sottobosco o di uno strato erbaceo significativi. 
La sentieristica all'interno della riserva è totalmente residuale, ma consente ancora l'individuazione delle originarie aie carbonili, quegli spiazzi che venivano creati in foresta per l'accatastamento e la cottura della legna per la produzione del carbone. Tutto il comprensorio forestale delle Colline Metallifere intorno a Follonica era un tempo funzionale all'attività estrattiva e siderurgica. Pertanto il carbone era il prodotto principale, che serviva ad alimentare gli altoforni per la produzione della ghisa.